# Dort or Dordrecht: The Dort packet-boat from Rotterdam becalmed
Dort or Dordrecht: The Dort packet-boat from Rotterdam becalmed (Nederlands: Dort of Dordrecht: De Dortse pakketboot van Rotterdam bij windstilte) is een schilderij van de Engelse kunstschilder William Turner uit 1818, olieverf op doek, 157,5 × 233,7 centimeter groot. Het toont de pakketboot Rotterdam-Dordrecht op de Merwede, bij windstilte. Het werk bevindt zich sinds 1871 in de collectie van het Yale Centre for British Art, onderdeel van de Yale University te New Haven.

## Context
In augustus 1817 reisde Turner naar het vasteland van Europa. Hij bezocht er het slagveld van Waterloo, waar twee jaar eerder de beslissende slag had plaatsgevonden in de napoleontische oorlogen, toen reeds een toeristische attractie. Vervolgens maakte hij een Rijnreis en aansluitend bezocht hij voor twee dagen Dordrecht, een keuze die vooral toch bepaald werd op grond van zijn bewondering voor Aelbert Cuyp. Hij was erg onder de indruk van diens De Maas bij Dordrecht uit 1650, dat hij in 1815 had gezien op een tentoonstelling bij de British Institution. Tevens kende hij Cuyps Gezicht op Dordrecht uit het Londense Kenwood House. Ook wordt wel verondersteld dat Turner een competitief doek wilde maken voor Entrance to the Pool of London van zijn toenmalige rivaal Augustus Wall Callcott uit 1816, eveneens geïnspireerd door Cuyp, waarvan hij gezegd moet hebben dat hij het zeker wilde overtreffen.

## Ontstaan
Tijdens zijn trip naar Europa maakte Turner een groot aantal tekeningen in een dik, in leer gebonden schetsboek, thans in de collectie van Tate Gallery. Via Rotterdam teruggekeerd naar Londen, begon hij op basis van de toen gemaakte schetsen energiek aan het hier besproken Dort, een doek op groot formaat dat hij in 1818 voltooide. Hij exposeerde het direct bij de Royal Academy of Arts, geflankeerd door een werk dat hij maakte van de Slag bij Waterloo. Hij toonde daarmee het contrast aan tussen de destructieve kracht van de oorlog en de vredige stilte van een schip op het kalme water van de Merwede.

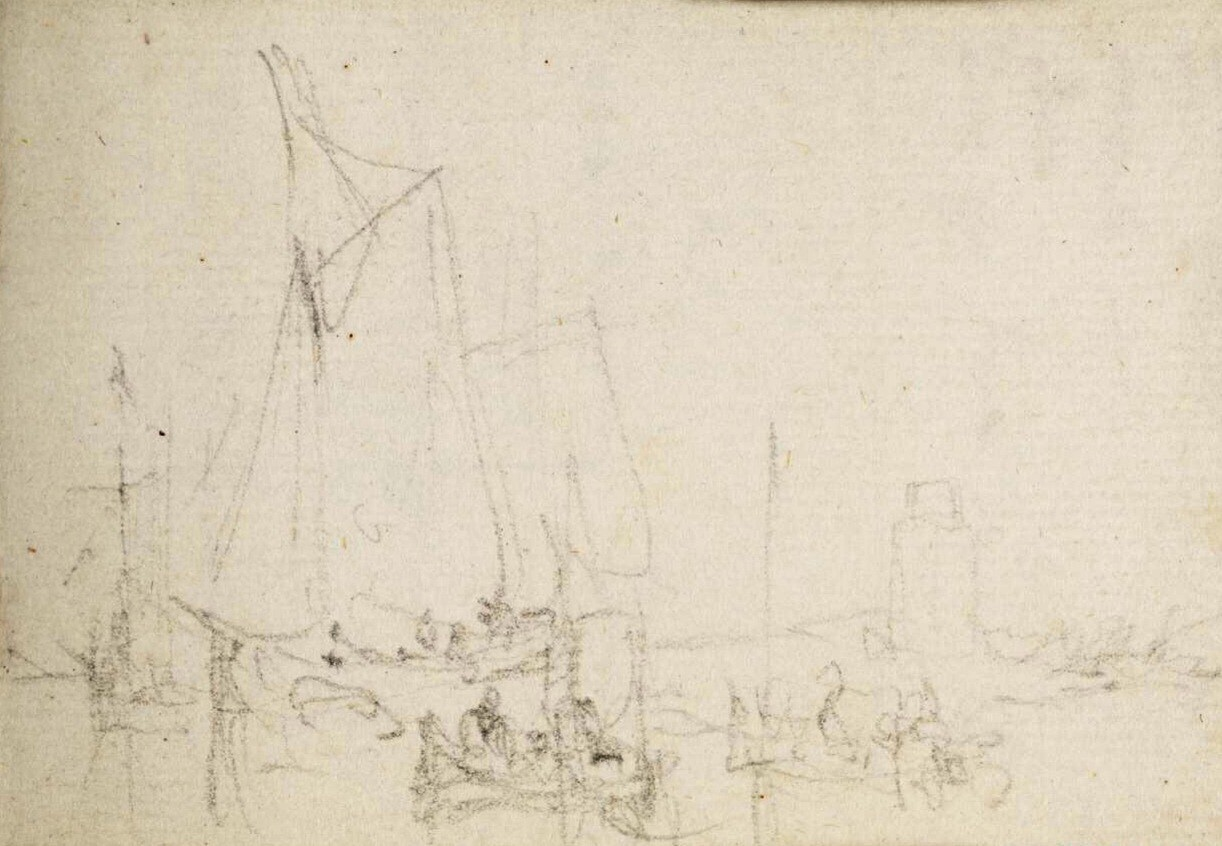
Study for Dort, 1815, uit Turners schetsboek, Tate Gallery

Dort werd direct gekocht door Turners mecenas landheer Walter Fawkes voor de toen enorme prijs van 500 guineas, een bedrag dat Turner uiteindelijk nooit zou krijgen omdat Fawkes kort daarna failliet werd verklaard. Toch zou het werk nog tot 1966 in Fawkes' toenmalige landhuis Farnley Hall hangen. In dat jaar werd het gekocht door filantroop en verzamelaar Paul Mellon. Mellon zou een groot deel van zijn verzameling, waaronder Dort, in 1970 overdragen aan het Yale Centre for British Art.

## Afbeelding
Dort kan gezien worden als een rechtstreekse hommage aan Cuyp. Het illustreert wat Turner in een voordracht uit die tijd over de Hollandse meester zei: "Cuyp wist <…> waar hij allerlei details en vormen moest laten opgaan in de gouden kleur van één intense atmosfeer, in één lichtende, allesomvattende damp". Hij schildert de "packetboot" (een passagiersschip dat een lijndienst onderhoudt) waarmee hij na zijn korte verblijf in Dordrecht zelf doorreisde naar Rotterdam. Met een roeiboot worden passagiers aan boord gebracht. Het tafereel is weergegeven tegen een imposante lucht in een gouden gloed van de ondergaande zon, een gloed die zich weerspiegelt in het water. De compositie is rustig, opgebouwd rondom de lage horizon. Het palet is beperkt, met een klein rood accent in de vorm van de wimpel. Alle elementen lijken met elkaar te versmelten in het monochrome licht. De atmosfeer staat centraal, als in veel van Turners werken, heeft iets weemoedigs maar tegelijkertijd iets mysterieus en beangstigends. Het preludeert duidelijk op diens latere, meer experimentele schilderijen die zich kenmerken door een aquarelachtige vervloeiing van de vormen en een zekere abstractie. In dat licht wordt Dort ook wel beschouwd als een markerend werd in Turners oeuvre.
Het werk is gesigneerd en gedateerd op een soort van drijfhout, rechtsonder: "JWH Turner, 1818".

## Galerij

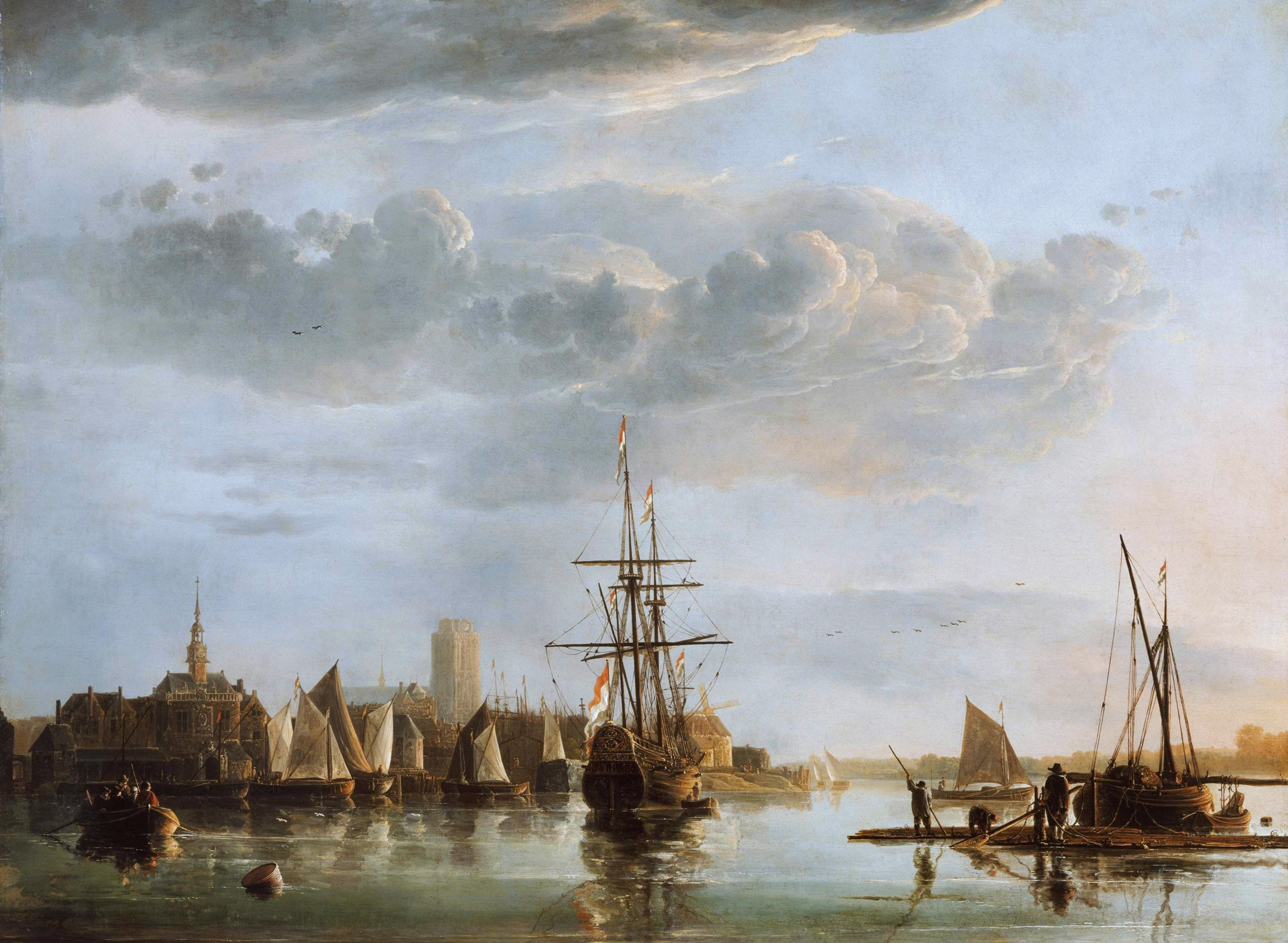
Aelbert Cuyp: Gezicht op Dordrecht, 1655.
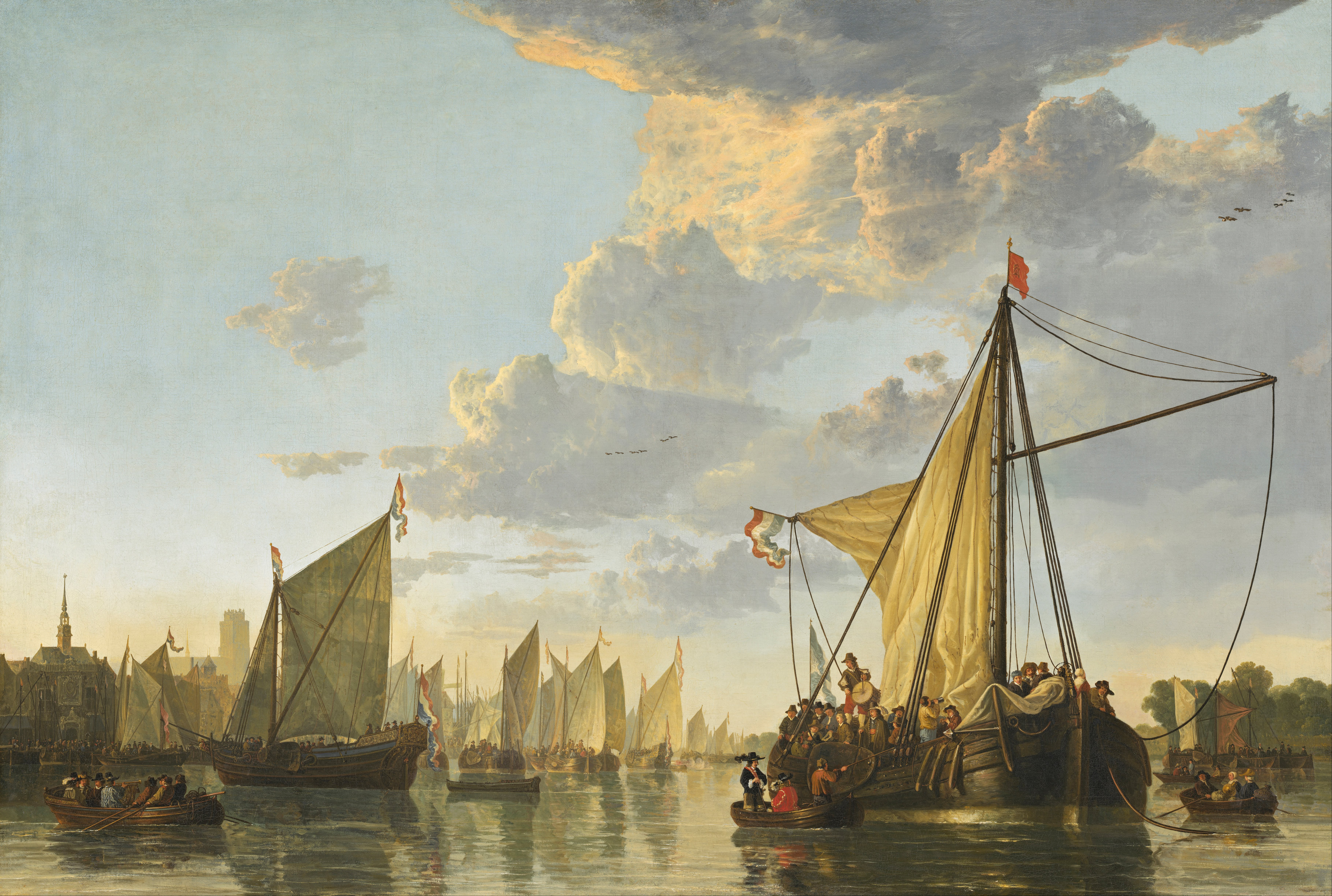
Aelbert Cuyp: De Maas te Dordrecht, 1650, ook met een "packetboot".
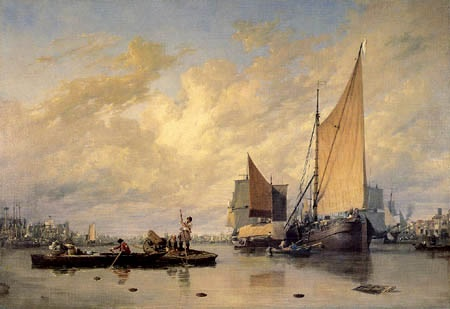
Augustus Wall Calcott, Entrance to the Pool of London, 1816.